# 契卡洛夫島

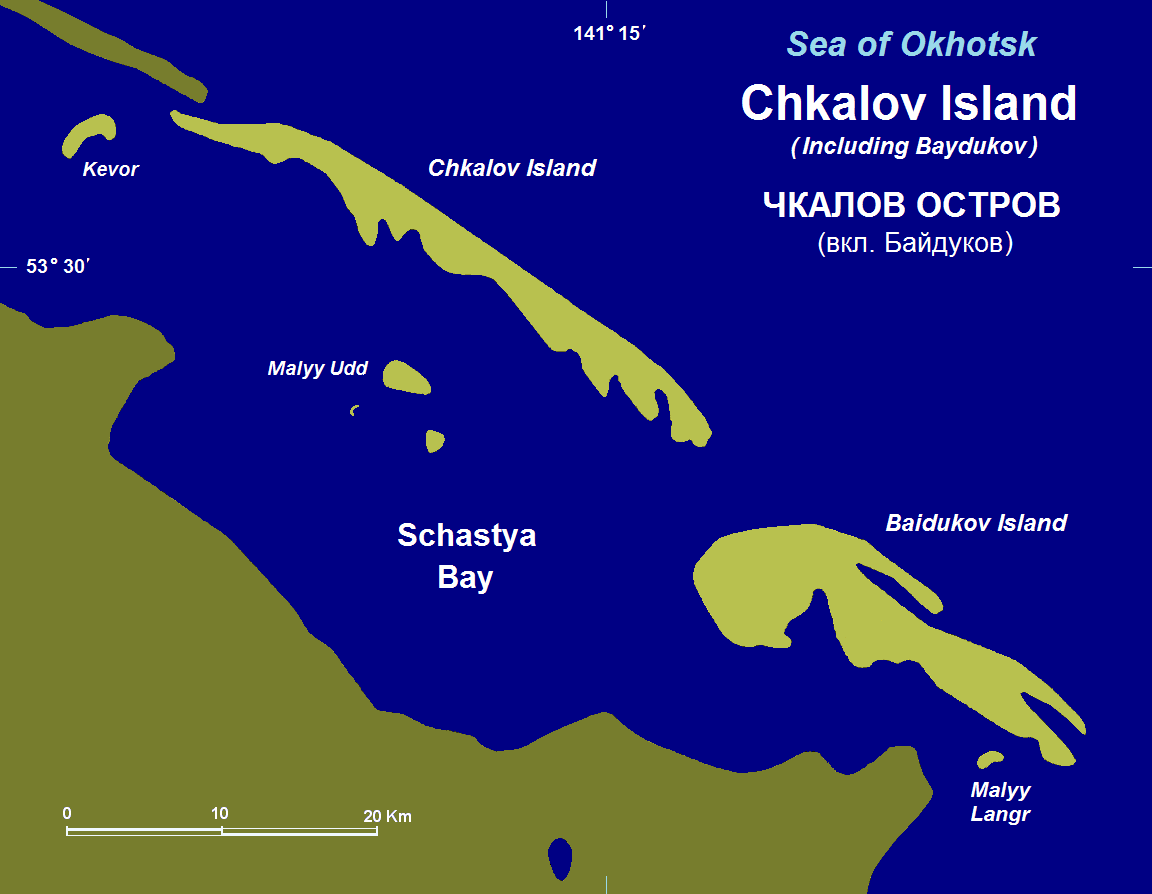

契卡洛夫島（俄语：остров Чкалова）是俄羅斯的島嶼，由哈巴羅夫斯克邊疆區負責管轄，位於鄂霍次克海南端，長20.5公里、寬1公里，是大濱鷸、紅頸濱鷸、黑腹濱鷸、中杓鷸、斑尾塍鷸和磯鷸的棲息地。這個島前稱「烏德島」（остров Удд），為紀念蘇聯飛行員瓦列里·契卡洛夫於1936年的創紀錄飛行里程而改名。

## 外部連結
- Location（页面存档备份，存于）
- Photos of Chkalov Island （页面存档备份，存于）
- Bird data[永久]

53°24′N 141°13′E / 53.400°N 141.217°E